# Pesetă spaniolă
Peseta spaniolă a fost unitatea monetară a Spaniei și a Andorei până la adoptarea ca monedă a euroului. 

## Etimologia
Etimologic, cuvântul derivă probabil din catalană, peceta (piesetă), diminutivul lui peça (piesă) – nume dat anumitor monede de argint care circulau pe teritoriul spaniol în secolul XV.

## Circulația
Peseta a intrat în uz la 19 octombrie 1868 și a fost singura monedă oficială până la 1 ianuarie 1999, când a intrat oficial în vigoare moneda Euro, ca monedă virtuală, la un curs de 1 € = 166,386 ₧. Peseta a continuat să circule până la 31 decembrie 2001. De la 1 ianuarie 2002 au fost introduse monedele și bancnotele Euro fizice, peseta continuând să circule provizoriu în paralel cu acestea încă 2 luni, până la 28 februarie 2002, când au fost retrase din circulație.